# Abudefduf concolor
Abudefduf concolor es una especie de peces de la familia Pomacentridae en el orden de los Perciformes.

## Morfología
Los machos pueden llegar alcanzar los 19 cm de longitud total.

## Hábitat
Es un pez marino.

## Distribución geográfica
Se encuentra desde el golfo de California hasta el Perú, incluyendo las islas Galápagos.   